# Albert Pruski
Albert Pruski, veliki mojster Nemškega viteškega reda, pruski vojvoda, * 17. maj 1490, Ansbach, † 20. marec 1568 grad Tapiau danes Gvardejsk v ruski oblasti Kaliningrad.
Ko je bil leta 1511 Albert izvoljen za velikega mojstra Nemškega viteškega reda, viteška država s sosednjo Poljsko ni imela urejenih odnosov. Cesar in papež nista priznavala Drugega  torunjskega miru (1466), ki je sledil trinajstletni vojni med državama, ker je bila v sporazumu zahteva, da mora veliki mojster priseči zvestobo poljskemu kralju. Albert si je deset let brezuspešno prizadeval, da bi našel rešitev, pripravljal se je tudi na novo vojno. Potem pa se je ob ugodni priložnosti odločil, da vozel preseka: prestopil je v protestantizem, sekulariziral viteško državo in jo preoblikoval v posvetno vojvodino, ki mu jo je poljski kralj podelil v dedni fevd.

## Poreklo
Albert izhaja iz rodbine frankovskih mejnih grofov Hohenzollerjev. Njegov oče je bil ansbaški mejni grof Friderik Starejši, mati Zofija pa potomka poljskih Jageloncev in avstrijskih Habsburžanov, njen oče je bil poljski kralj Kazimir IV., mati pa Elizabeta Habsburška, hči cesarja Alberta II. in vnukinja cesarja Sigismunda Luksemburškega in Barbare Celjske.
Starši so mu, kot tretjemu sinu v družini, namenil cerkveno kariero. Bil je bistrega duha in se je v mladosti zanimal tudi za matematiko in znanost, ki sta pogosto učili v nasprotju s cerkvenimi nauki. Leta 1508 je spremljal cesarja Maksimilijana I. v Italijo in po povratku prebil nekaj časa na ogrskem dvoru pri stricu, češkemu in ogrskemu kralju Vladislavu III./II. Cerkvene institucije so podpirale njegov hitri vzpon v hierarhiji. Enaindvajsetletni je bil izvoljen za velikega mojstra Nemškega viteškega reda.

## Veliki mojster Nemškega viteškega reda
Nemški viteški red je po 13 letnemu spopadu trinajstletni vojni s Poljsko]] z drugim mirom v Thornu (1466) izgubil vzhodni del svojih ozemelj, na zahodnem delu ozemlja, kjer se je obdržal, pa bi moral priznati poljsko nadoblast. Veliki mojster reda bi moral priseči pokorščino poljskemu kralju, česar pa mu papež in cesar nista dovolila; mirovnega sporazuma iz Thorna nista priznala in vojna formalno ni bila zaključena. Oblasti na zahodu so upale, da bo Albertu zaradi sorodstvenih povezav uspelo urediti položaj, saj je bil poljski kralj Sigismund I. njegov stric.
A Sigismund, ki je bil odvisen od poljskega državnega zbora, je še vedno zahteval prisego pokorščine, ki je Albert ni mogel dati. Pogajanja so se vlekla. Albert je na zahodu brezuspešno iskal vojaške zaveznike, poljski kralj pa je bil tudi v stiski, saj so ga z druge strani ogrožali Tatari in veliki ruski knez Vasilij III., s katerim je cesar Maksimilijan I. sklenil zavezniško pogodbo. Položaj se je nekoliko spremenil leta 1515, ko je Maksimilijan I. sklenil na Dunaju z Jagelonci pogodbo o medsebojnem dedovanju, ki so jo potrdili z dvojno poroko, in pri tem priznal mir v Thornu; še vedno pa ga ni priznal papež, Albertov šef.
Po Maksimilijanovi smrti je postal nemški kralj Karel V., ki tudi ni kazal zanimanja za reševanje pruskega primera. V Prusiji so napadi in ropanja preko meje na obeh straneh razmere tako zaostrile, da je poljska konjenica na zahtevo poljskega plemstva pozimi 1519/20 vdrla v viteško državo, Albertova vojska pa nato na Poljsko. Tudi to pot ni prišlo do rešitve. Po 15 mesecih obojestranskega pustošenja sta spomladi 1521 cesar in papež dosegla sklenitev štiriletnega premirja.
Albert je po cesarstvu še naprej iskal pomoč in pri tem leta 1522 v Nürnbergu srečal filozofa in pridigarja Andreasa Osiandra, ki ga je okužil z naukom nove vere. Naslednje leto je v Wittenburgu obiskal Martina Luthra, ki mu je svetoval, da se s prehodom v novo vero reši papeževega vpliva. Med tem so tudi v Prusijo prišle reformatorske ideje, ki so se širile tudi med vitezi reda, tako da ni bilo veliko protestov, ko je imel za božič leta 1523 škof Jurij von Polentz, ki je v odsotnosti nadomeščal Alberta, v königsberški stolnici prvo evangelijsko pridigo. Albertova brat in svak, ansbaški mejni grof Jurij Pobožni in vojvoda Friderik II. Legniški, sta poljskemu kralju Sigismundu predstavila načrt preobrazbe viteške države v dedno vojvodino. Čez nekaj časa se je z načrtom strinjal tudi poljski sejm pod pogojem, da bo dedna vojvodina poljski fevd.

## Preoblikovanje cerkvenega gospostva v posvetno vojvodino
8. aprila 1525 je bila v Krakovu podpisana pogodba, ki je uradno zaključila vojno s Poljsko. Albert je osebno prisegel poljskemu kralju zvestobo in dobil od njega vojvodino v dedni fevd. Prestopil je v luteransko vero, ki je postala tudi deželna vera. Takoj je izšel novi cerkveni red. Prehod je v deželi potekal brez protestov.
Seveda pa so bili odzivi v cesarstvu. Albert je bil pozvan pred cesarsko sodišče, a ker se ni odzval, je bil izobčen, red pa je izvolil novega velikega mojstra. Vendar izobčenje ni moglo priti do veljave. Kmečka vojna (1524-25), nevarnosti, ki so pretile s strani Turkov in Francozov, predvsem pa protestantsko vretje med nemškimi knezi so hitro prekrili Albertovo izobčenje, ki je bilo kmalu pozabljeno. Albert je aktivno sodeloval v protestantskem gibanju, leta 1526 se je pridružil torgauski zvezi, predhodnici šmalkaldenske zveze (1531), sodeloval je tudi v uporu proti cesarju po augsburškem interimu (1548), vendar ne v vojaških operacijah, saj za te niti ni imel materialnih sredstev.

## Vojvoda v Prusiji
Albert je navezal stike z okoliškimi protestantskimi knezi in s tem poskrbel za zunanjo varnost vojvodine: poročil se je z Dorotejo Dansko, brata Viljema je postavil za koadjutorja v nadškofiji Riga, prizadeval si je za dobre odnose s Švedsko in Hanseatsko zvezo.
Albertovo vladanje v vojvodini je bilo, kljub nekaterim težavam s kmeti, sprva uspešno. Uspel je obnoviti opustošeno deželo. Poskrbel je za šole v mestih in dal tiskati nemške učne knjige. Vpeljal je razvejan davčni sistem. Plemstvo je lahko nekaj časa miril z razdajanjem sekulariziranega cerkvenega premoženja. V letih 1542 in 1544 pa je že moral vnašati v prvotno sprejeti splošni deželni red koncesije plemstvu. Leta 1544 je v Königsbergu ustanovil univerzo. Dal je tiskati astronomske »pruske tablice« osnovane na dognanjih Nikolaja Kopernika in prve zemljevide Prusije. Leta 1549 je povabil za profesorja teologije prijatelja Andreasa Osiandra. S tem pa so se začele težave.
Osiandrov odmik od Lutrove doktrine, ki je pripeljal do njegovega spora z Melanchthonom, je vnesel nemir tudi v teološke debate v mestu. Na nasprotni strani je bila večina domače duhovščine z Luthrovim učencem Joachimom Mörlinom na čelu, ki je bil duhovnik in inšpektor v königsberški stolnici. Vojvoda je vztrajno podpira Osiandra in Mörlin je moral zapustiti Königsberg. Ker je bilo breme davkov vse večje, se je nezadovoljstvo z Albertom in njegovo vladavino razširilo na vso deželo.
Po Osiandrovi smrti (1552) je Albert prišel pod škodljiv vpliv svojega zeta Ivana Alberta, vojvode Mecklenburškega, svojega spovednika Johanna Funcka in hrvaškega avanturista Skalića. Albertu so očitali, da preveč upošteva tujce. Nemiri zaradi verskih in političnih razprtij so bili vse večji. Albert je bil prisiljen odpovedati se osiandrizmu. Vojvodina je bila v dolgovih in leta 1566 so deželni stanovi zaprosili poljskega kralja za posredovanje. Kralj Sigismund II. Avgust, sin Sigismunda I. in Albertov bratranec, je poslal v vojvodino komisijo, ki je odločila proti vojvodi. Skalić se je rešil z begom, spovednik Funck je bil obtožen veleizdaje in usmrčen. Šoli in cerkvi so predpisali obliko luteranstva, ki sta jo morali poučevati. Komisija in stanovi so vojvodi vsilili svetovalce, ki so odtlej vodili vojvodino. Albert je živel še dve leti.
Albert je vse življenje širil in poglabljal svoje teološko znanje. Sodeloval je v politično-religioznih polemikah in zapustil številne teološke tiske, molitve in pesmi. Dopisoval se je s pomembnimi osebnostmi časa; v Königsbergu še vedno hranijo v tajnmem arhivu pisma, ki mu jih je pisal Luther. Ljubil je renesanso in glasbo, na dvoru je gojil glasbeno življenje.

## Družina
Vojvoda Albert se je prvič poročil leta 1526 z Dorotejo, hčerko kralja Danske in Norveške Friderika I. Iz prvega zakona je od šestih otrok dosegla odraslost le
- Ana Zofija (1527-91) ⚭ 1555 vojvoda Ivan Albert I. von Mecklenburg (1525–1576)

Drugič se je poročil leta 1550 z Ano Marijo, hčerko Ericha I., vojvode von Braunschweig-Calenberg-Göttingen. Iz tega zakona sta izšla dva otroka:
- Elizabeta (1551-96)
- Albert Friderik (1553-1618), pruski vojvoda ⚭ 1573 princesa Marija Eleonora von Jülich-Kleve-Berg.

## Potem
Po Albertovi smrti so vojvodini še naprej vladali stanovi in komisija. Vojvodov sin Albert Friderik (vojvoda v Prusiji 1568-1618) je že kmalu začel kazati znake duševne bolezni. Leta 1577 je bil proglašen za opravilno nesposobnega in regent je postal njegov najbližji sorodnik, ansbaški mejni grof Jurij Friderik (1543-1603) in za njim brandenburški volilni knez Joachim Friderik (1598-1608). Po smrti Alberta Friderika, ki ni imel moškega naslednika, je vojvodina prišla k dedičem, velikim knezom Brandenburga.